# Création (film)
Pour les articles homonymes, voir Création.
Pour plus de détails, voir Fiche technique et Distribution.
Création (Creation) est un film britannique réalisé par Jon Amiel et sorti en 2009. Il s'agit d'un film biographique sur Charles Darwin, notamment sa relation avec sa femme Emma, la mort de leur fille Anne et l'écriture de L'Origine des espèces. Le scénario s'inspire de l'ouvrage Anna's Box de Randal Keynes, arrière-arrière-petit-fils de Charles Darwin.

## Synopsis
Charles Darwin est tiraillé entre ses recherches sur la théorie de l'évolution et sa relation avec sa femme Emma. Très religieuse, cette dernière est donc en opposition avec le travail de son mari.

## Fiche technique
Sauf indication contraire, les informations mentionnées dans cette section peuvent être confirmées par la base de données cinématographiques IMDb,  présente dans la section « Liens externes ».
- Titre français : Création
- Titre original : Creation
- Scénario : John Collee, d'après l'ouvrage Anna's Box de Randal Keynes
- Musique : Christopher Young
- Directeur artistique : Raphael Anciaux
- Doublage français : ON'R productions et AGM productions.
- Mixage post-production doublage : Yann Legay
- Sociétés de production : Recorded Picture Company, BBC Films, HanWay Films, Ocean Pictures, UK Film
- Sociétés de distribution : Icon Film Distribution (Royaume-Uni) Mars Distribution (France), GEM Entertainment
- Pays de production :  Royaume-Uni
- Durée : 108 minutes
- Dates de sortie : 
  - Canada : 10 septembre 2009 (Festival international du film de Toronto)
  - Royaume-Uni : 25 septembre 2009
  - Belgique : 10 octobre 2009 (Festival international du film de Flandre-Gand)
  - France : 17 novembre 2010

## Distribution
| |  |  |
| Les interprètes de Charles et Emma Darwin, Paul Bettany et Jennifer Connelly, à la première du film au Festival international du film de Toronto 2009. |  |  |

- Paul Bettany (VF : Michelangelo Marchese) : Charles Darwin
- Ian Kelly : le capitaine Fitzroy
- Guy Henry : Technicien
- Martha West : Annie Darwin
- Anabolena Rodriguez : Fuegia Basket
- Paul Campbell : Historien du bateau
- Zak Davies : Jemmy Buttons
- Teresa Churcher (en) : Madame Davies
- Jennifer Connelly (VF : Catherine Conet) : Emma Darwin
- Freya Parks : Etty Darwin
- Jim Carter (VF : Jean-Paul Landresse) : Parslow
- Christopher Dunkin : George Darwin
- Gene Goodman : Franky Darwin
- Harrison Sansostri : Lenny Darwin
- Benedict Cumberbatch (VF : Pierre Lognay) : Joseph Hooker
- Toby Jones (VF : Benoit Van Dorslaer) : Thomas Huxley
- Ellie Haddington : Nounou Brodie
- Jeremy Northam (VF : Erwin Grunspan) : le révérend John Innes
- Richard Ridings : Thatcher
- Ian Mercer : Goodman
- Robert Glenister : Docteur Holland
- Bill Paterson : Docteur Gully